# HD 48272
HD 48272，又名BD+36 1494，SAO 59425、HR 2471，是一颗恒星，视星等为6.31，位于銀經179.35，銀緯14.24，其B1900.0坐标为赤經6h 37m 29s，赤緯+36° 14.24′ 29″。